# ギー・ティス
ギー・ティス（Guy Thys, 1922年12月6日 - 2003年8月1日）は、ベルギー出身の元サッカー選手、サッカー指導者。

## 経歴
選手時代には1940年代と50年代にかけてスタンダール・リエージュなどに在籍。ベルギー代表としても1953年から1954年の間に国際Aマッチ2試合に出場した。
1958年にサークル・ブルッヘの選手兼任監督を務め指導者の道へ進み、翌1959年からラシン・ロケレンの監督に就任。これを皮切りにベルギー国内の複数のクラブで監督を務めた。
1976年にベルギー代表監督に就任すると、同国を率いて3度のFIFAワールドカップ出場（1982年、1986年、1990年）、2度のUEFA欧州選手権出場（1980年、1984年）に導き、1980年のUEFA欧州選手権1980準優勝、1982年のFIFAワールドカップ・スペイン大会では前回優勝国のアルゼンチンを開幕戦で下す番狂わせを見せ、1986年のFIFAワールドカップ・メキシコ大会では同国最高成績となるベスト4進出などの結果を残した。
1989年6月に監督を辞任するが、その8ヶ月後の1990年2月に監督に復帰。同年6月のFIFAワールドカップ・イタリア大会で指揮を執った後の1991年に監督業から引退した。ベルギー代表監督として114試合で指揮を執り、50勝27分37敗の記録を残している。
2003年8月1日に故郷のアントウェルペンで死去、80歳没。